# Zoran Vrkić
Zoran Vrkić (nacido el 16 de agosto de 1987 en Fiume, Croacia) es un jugador de baloncesto croata que juega de alero en las filas del CS Dinamo București rumano.

## Carrera
Formado en equipos de Croacia, es un jugador con amplia experiencia europea.
En 2013 el jugador croata del Ikaros Kallitheas BC griego promedia en la liga griega 11 puntos (55.6% T2, 40.2% T3 y 83.2% en TL), 5 rebotes y 1.5 asistencias en 28.5 minutos por partido.
En 2013 el Club Basket Bilbao Berri firma  por una temporada con opción a otra al jugador.
El jugador comenzaría la temporada 2017-18 en las filas del Hermine de Nantes Atlantique, disputando un total de 19 encuentros en la France Pro-B, donde promedió 24,1 minutos por choque, con 7,2 puntos, 3,6 rebotes y un acierto del 32,4% desde la línea de tres puntos. 
En febrero de 2018, Zoran Vrkic refuerza el perímetro del Unión Financiera Oviedo, para disputar la Liga LEB Oro.

## Clubs
- KK Dubrovnik (2006)
- KK Šibenik (2006-2008)
- KK Split (2008-2010)
- KK Union Olimpija (2010-2011)
- Effe Biancoblù Basket Bologna (2011-2012)
- KK Zadar (2012-2013)
- Ikaros Kallitheas BC (2012-2013)
- Club Basket Bilbao Berri (2013-2014)
- Građanski Šibenik 	(2014-2015)
- San Sebastián Gipuzkoa Basket Club (2015-2016)
- KK Karpoš Sokoli (2017)
- Hermine de Nantes Atlantique (2017)
- Oviedo Club Baloncesto (2018)
- CS Dinamo București (2018- )